# ¡Oh Cuán Dulce!
"'Tis So Sweet to Trust in Jesus" en inglés
’Tis so sweet to trust in Jesus,

Just to take Him at His Word;

Just to rest upon His promise,

Just to know, "Thus says the Lord!"
Refrain
Jesus, Jesus, how I trust Him!

How I’ve proved Him o’er and o’er

Jesus, Jesus, precious Jesus!

O for grace to trust Him more!
"Oh Cuán Dulce" es un himno cristiano escrito por la misionera protestante Louisa M. R. Stead y con música de William J. Kirkpatrick La letra fue escrita en 1882. Aparecieron en Stead Canciones de Triunfo.

## Historia
Louisa Stead nació alrededor de 1850, en Dover, Inglaterra. Desde joven decidió dedicar su vida al servicio misionero. Ella llegó a América en 1871, a la edad de 21 años, y vivió un tiempo en Cincinnati, Ohio. En 1875, Louisa se casó con el Sr. Stead, y de esta unión nació una hija, Lily. Cuando la niña tenía cuatro años de edad, la familia decidió un día ir a disfrutar de la soleada playa de Long Island Sound, Nueva York.
Mientras disfrutaban de su comida campestre, de repente oyeron gritos de ayuda y vieron a un niño ahogándose en el mar. El Sr. Stead se metió en el agua. Sin embargo, como sucede a menudo, el muchacho tiró de su salvador arrastrándolo bajo el agua junto a él, y ambos se ahogaron ante la mirada aterrorizada de su esposa e hija. Durante los días siguientes fluyeron estas palabras significativas del alma de Louisa Stead:

'Tis so sweet to trust in Jesus, just to take Him at His word;

Just to rest upon His promise; just to know, 'Thus saith the Lord.'
'Es tan dulce esperar en Jesús, cumplir Su palabra;

Confiar en su promesa; y comprender: Así dice el Señor.'

Poco tiempo después, la Sra. Stead y su hija se marcharon a Sudáfrica, donde Louisa trabajó como misionera en la Colonia Cape durante los siguientes quince años. Allí se casó con Robert Wodehouse, nativo de Sudáfrica. En 1895, la deficiente salud de Louisa hizo necesario que la familia regresara a América para su recuperación.
Louisa regresará a África para continuar su labor misionera. Louisa Stead Wodehouse murió el 18 de enero de 1917, en su casa de Penkridge, cerca de la Misión Mutambara, a unas cincuenta millas de Umtali, hoy en día en el país de Zimbawe. Después de su muerte, un compañero misionero escribió sobre el uso continuado de "Oh Cúan Dulce es confiar en Jesus":

La echamos mucho de menos, pero su influencia continúa a medida que nuestros cinco mil cristianos nativos cantan continuamente este himno en su lengua materna.